# Universitätskolleg (Universität Hamburg)
Das Universitätskolleg ist seit dem Jahr 2012 eine Einrichtung der Universität Hamburg. Es wird im Rahmen des „Qualitätspakts Lehre“ vom Bundesministerium für Bildung und Forschung (BMBF) finanziell gefördert.

## Förderphasen

### Erste Förderphase: 2012 bis 2016
In der ersten Förderphase (2012 bis 2016) machte das Universitätskolleg es sich zur Aufgabe, für an einer akademischen Ausbildung Interessierte den Übergang von der Schule zur Universität zu gestalten. Es unterbreitete diesbezügliche Maßnahmen unterschiedlicher Art. Durchgeführt wurden Studienberatungen, Eignungstests sowie Vor- und Brückenkurse. Des Weiteren gehörten ein Schülerstudium sowie Mentoring-/Mentorenprogramme zum Angebot der Einrichtung. Beabsichtigt war es, Studierenden mithilfe dieser Maßnahmen einen erfolgreichen Studienverlauf zu ermöglichen. 

### Zweite Förderphase: 2017 bis 2020
Seit 2017 wird das Universitätskolleg als „Modellversuch Universitätskolleg 2.0“ vom BMBF weitergefördert. Außer der Studieneingangsphase steht in der zweiten Förderphase (2017 bis 2020) der gesamte studentische Lebenszyklus im Blickpunkt. Ziel ist es, die erarbeiteten Angebote und Formate weiterzuentwickeln und schrittweise in der Universität zu verankern. Entwickelt werden und wurden diese seitens der Universitätskollegmitarbeiter in Zusammenarbeit mit Lehrenden und Studierenden der Universität Hamburg. Beispielsweise waren und sind Schreibprojekte, Schreibwerkstätten, Teil des Maßnahmenkatalogs. Um die gemachten Erfahrungen hochschulübergreifend zu kommunizieren, führt das Universitätskolleg regelmäßig Veranstaltungen durch und gibt Publikationen heraus, u. a. den Kolleg-Boten.